# Aléoutes
 (novembre 2021).
Cet article concerne le peuple aléoute. Pour la langue aléoute, voir Aléoute.
Connus dans leur propre langue comme les Unangax̂ ou Unangan (dialecte de l'Est des Aléoutiennes ) et Unangas (dialecte de l'Ouest) les Aléoutes (nom à l'origine inconnue, probablement sibérienne, importé par les Russes) sont un peuple autochtone rattaché à l’ensemble culturel inuit, vivant dans les îles du Commandeur, les îles Aléoutiennes, les îles Pribilof, les îles Shumagin et la péninsule d'Alaska,.

## Préhistoire
Il semblerait que les Aléoutes et les Inuits aient des ancêtres communs. Ils seraient venus d'Asie orientale à une époque postérieure aux ancêtres des peuples autochtones d'Amérique, hypothèse confirmée par l'absence de parenté de leurs langues avec les langues amérindiennes.
Lors de fouilles sur l'île Anangula, située à l'extrémité orientale des Aléoutiennes, on a découvert des indices permettant de penser que les Aléoutes descendent d'un groupe venu de Sibérie vers 8000 av. J.-C. De 2000 à 1000 av. J.-C., la culture aléoute s'est développée graduellement pour aboutir à la civilisation historiquement connue.

## Histoire
Les Aléoutes entrèrent progressivement en contact permanent avec des marins-chasseurs et marchands de fourrure russes et sibériens autochtones à partir du début des années 1740  et jusque dans les années 1780 lorsque les îles Aléoutiennes et l'Alaska sont peu à peu devenues possessions russes. Des postes côtiers furent créés en 1784 à Attu, Agattu, Unalaska et sur l'île Kodiak ; ces colonies russes étaient gérées par plusieurs compagnies qui fusionnèrent pour former enfin, en 1799, la  Compagnie russe-américaine. Les Aléoutes commencèrent à être baptisés par les marchands russes dès leurs premiers contacts (les laïcs ont le droit de baptiser si un prêtre n'est pas disponible). C'est ainsi que la plupart de la population était baptisée à l'arrivée de moines missionnaires de l'Église orthodoxe russe arrivés sur l'île de Kodiak en 1794 depuis leur monastère de Valaam en Carélie. Quittant cette mission en 1795, le hiéromoine Makarij (Macaire) parcourut les communautés des îles Aléoutiennes, organisant une vie paroissiale plus formelle tour en prêchant auprès des derniers Autochtones non baptisés et les convertissant au Christianisme. De sa propre initiative, en 1796, Makarij rentra en Russie avec une délégation de chefs aléoutes et plusieurs de leurs congénères, afin de dénoncer auprès des autorités ecclésiastiques et impériales les abus dont souffraient les Aléoutes de la part des hommes des marchands russes,. C'est surtout sous la direction, pendant les années 1820 à 1840, des prêtres Ivan Popov (alias Veniaminov), devenu plus tard moine et évêque Innocent, puis archevêque-métropolite de Moscou (Saint Innocent de Moscou), et Jacob Netsvetov (indigène des Aléoutiennes, né d'un père russe et d'une mère aléoute de Atka), aidés des tukux (ou toiony - chefs, selon la terminologie russe et sibérienne) qui garantissaient le respect de nombre de traditions autochones que les communautés orthodoxes se sont organisées et enracinées très profondément dans la société aléoute, notamment par le développement d'écoles et la traduction des offices et des livres sacrés en langue aléoute.
En 1867, l'Empire russe vendit aux États-Unis l'Alaska et la plupart des îles Aléoutiennes, à l'exception des îles du Commandeur. La barbarie de certains colons et trappeurs, d'abord russes, ensuite américains, et les maladies qu'ils ont importées a divisé par dix le nombre des indigènes, et il restait à peine 1 491 Aléoutes lors du recensement américain de 1910. Au XXIe siècle on compte environ 20 000 Aléoutes citoyens américains et 500 citoyens russes (aux îles du Commandeur) qui s'efforcent de défendre leur culture, bien que la plupart soient aujourd'hui métissés.
En 1942, les Japonais occupèrent les îles d'Attu et Kiska dans l'ouest des îles Aléoutiennes, et déportèrent par la suite les habitants d'Attu à Hokkaidō en tant que prisonniers de guerre. Des centaines d'autres Aléoutes de l'ouest et des îles Pribilof ont été évacués par le gouvernement des États-Unis pendant la Seconde Guerre mondiale et placés dans des camps d'internement dans le sud-est de l'Alaska. Beaucoup y moururent. L'Aleut Restitution Act de 1988 peut être considéré comme une tentative du Congrès des États-Unis de dédommager les survivants.

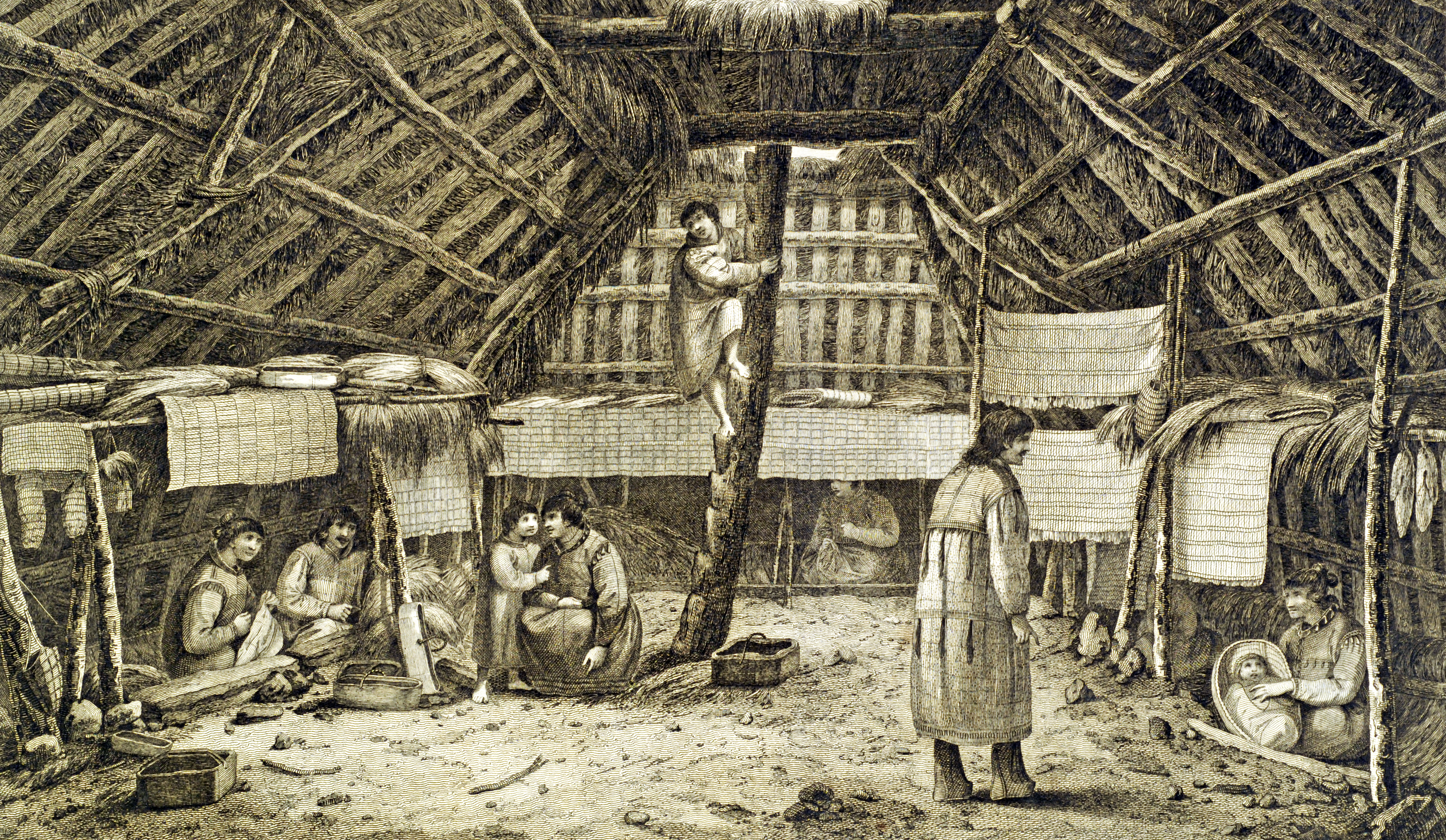
Maison d'hiver traditionnelle appelée ulax.

## Organisation familiale
Les Aléoutes vivaient en clans selon un régime matrilinéaire. Malgré les influences extérieures, ils ont conservé un mode de vie traditionnel jusqu'au début du XXe siècle.
Les Aléoutes habitaient des ulax ou barabaras : de vastes maisons collectives semi-souterraines, à la toiture recouverte de cuirs huilés, de terre, de mousses et d'herbes vivantes isolantes. Lillie McGarvey, un chef aléoute du XXe siècle, a écrit que ces habitations « gardaient les occupants à l'abri des pluies fréquentes, étaient tout le temps chaudes, et bien abritées des vents forts particuliers à cette zone ».
Les Aléoutes pêchaient les poissons et crustacés de la région, et chassaient les mammifères marins, tels que les loutres, les otaries et les cétacés. La chasse était précédée de rites ancestraux trouvant leur source dans la mythologie aléoute. Les chasseurs se déplaçaient en baïdarkas, les oumiaks locaux, adaptés aux conditions de navigation très rudes des îles Aléoutiennes. Ils utilisaient divers harpons garnis de flotteurs et parfois pourvus d'un propulseur. Leur technique de chasse à la baleine les rendit célèbres : ils harponnaient l'animal depuis leurs baïdarkas et anticipaient son lieu d’échouage.
De nos jours, les Aléoutes vivent essentiellement de la pêche commerciale en tant que marins-pêcheurs. Ils pratiquent également la chasse au phoque.

## Culture
La fabrication d'armes, la construction de bateaux et le tissage font partie des arts traditionnels aléoutes. Les artisans du XIXe siècle étaient connus pour leurs chapeaux en bois décorés en forme de cône asymétrique dotée d'une grande visière protégeant les yeux. Ces coiffes comportaient des dessins raffinés et colorés et pouvaient être ornés de moustaches d'otaries, de plumes et d'ivoire. Les couturières créaient des parkas imperméables finement cousues à partir de boyaux de phoques (kamleikas) ; certaines femmes maîtrisent encore l'art du tissage de paniers à partir de seigle et d'herbe poussant sur le rivage.

## Langue

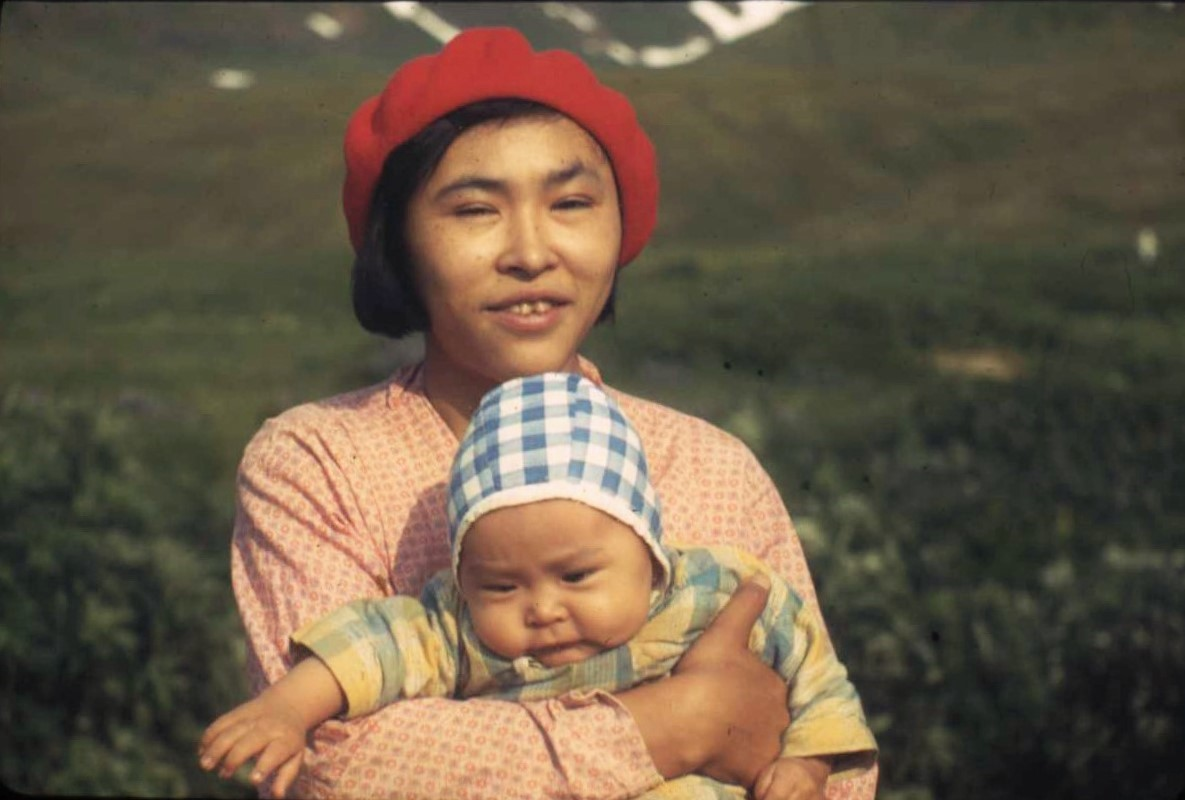
Femme aléoute avec son enfant (1941).

L'aléoute fait partie du groupe des langues eskimo-aléoutes, avec les langues inuites et les yupik. Ces langues possèdent également quelques points communs avec des tribus du nord-est de la Sibérie, telles que les Tchouktches, les Koriaks et les Kamtchadales.

### Filmographie
- La saison du crabe royal : un village aléoute en 1971, film de Joelle Robert-Lamblin, CNRS Images, Meudon, 2007, 14 min (DVD)[8].